# Denise Perrier
Denise Perrier Lanfranchi (Ambérieu-en-Bugey, 13 febbraio 1935) è una modella, attrice e politica francese, vincitrice del concorso di bellezza Miss Mondo 1953.

## Biografia
Denise Perrier è stata la terza vincitrice di Miss Mondo nel 1953 in rappresentanza della Francia. Quello stesso anno alla Francia andò anche il titolo di Miss Universo, grazie alla vittoria di Christiane Martel. Dopo la vittoria, la Perrier ha brevemente lavorato come attrice. Il suo ruolo più celebre è stata una parte non accreditata nel film del  1971 Agente 007 - Una cascata di diamanti. Dopo aver abbandonato il mondo dello spettacolo, la Perrier è diventata molto attiva nella politica. Nel 2005 è tornata al concorso di Miss Mondo nelle vesti di giurata.
Denise Perrier è stata anche consigliere comunale di Nizza dal 1978 al 1990, con la lista di Jacques Médecin. Ebbe la delega al Turismo e quindi la cura dei musei e delle esposizioni. È anche stata presidente del Garden Club di Nizza.

## Vita privata
Si sposò per la prima volta nel 1958 e nel 1960 ebbe un figlio, Milhan, poi divorziò e si risposò nel 1964 con il giornalista francese Maurice Huleu; divorziata da Maurice Huleu, si è sposata una terza volta ed è oggi Madame Lanfranchi; vive a Falicon, sulle alture del Paese nizzardo.

## Filmografia
- Toutes folles de lui (1967)
- La bionda di Pechino (1967)
- Le Bourgeois gentil mec (1969)
- Agente 007 - Una cascata di diamanti  (1971)